# Muri bei Bern
Muri bei Bern és un municipi del cantó de Berna (Suïssa), situat al districte de Berna. Sovint és anomenat també Muri-Gümligen, ja que és un municipi compost de dos pobles: Muri i Gümligen. Com el seu nom indica, es troba a prop de Berna, la capital de Suïssa.